# Brigitte Seiler
Brigitte Seiler geb. Scholz (* 12. November 1927 in Berlin; † 17. Februar 1990) war eine deutsche Bibliothekarin.

## Wirken
Brigitte Seiler studierte Germanistik, Geschichte und Kunstgeschichte an der Universität Jena. 1951 legte sie dort das Staatsexamen ab und promovierte im selben Jahr. Von 1956 bis 1957 war sie in Frankfurt/M. im Buchhandel tätig. Nach kurzer Tätigkeit beim Zentralkatalog Baden-Württemberg in Stuttgart im Jahre 1968 trat sie als Bibliotheksreferendarin an der Universitätsbibliothek Tübingen in die Ausbildung für den höheren Bibliotheksdienst ein und legte 1970 am Bibliothekar-Lehrinstitut des Landes Nordrhein-Westfalen die Fachprüfung hierfür ab. Von 1971 bis 1973 war sie dann als Fachreferentin an der Universitätsbibliothek Tübingen tätig und wechselte dann  an die Universitätsbibliothek Trier, deren stellvertretende Bibliotheksdirektorin sie 1973 wurde. Von 1981 bis 1987 war sie schließlich als Abteilungsleiterin am Deutschen Bibliotheksinstitut in Berlin tätig.

## Schriften
- Brigitte Scholz: Der Geschichtsschreiber Albert Hauck <1845–1918>. Persönlichkeit und Werk. Dissertation Universität Jena 1951.
- Wichtige in der Bundesrepublik Deutschland erscheinende Zeitschriften für das Fach Kunstgeschichte. Ein Verzeichnis mit Besitznachweisen in Bibliotheken des Landes Nordrhein-Westfalen. Hausarbeit für den höheren Bibliotheksdienst am Bibliothekar-Lehrinstitut des Landes Nordrhein-Westfalen, Köln 1971.
- (mit Peter P. Böhm): Die Universitätsbibliothek Trier. In: Bibliotheksdienst, Jg. 14 (1980), S. 1–8.
- Eine Misere in Zahlen. Ergebnisse einer Umfrage bei wissenschaftlichen Bibliotheken (Stand: Mai 1982). In: Richard Landwehrmeyer u. a.: Hochschulen und zu wenig Bücher? Bibliotheksetats und Literaturversorgung heute und morgen (= Arbeitsgemeinschaft wissenschaftliche Literatur, H. 7). Stuttgart 1982, S. 57–66.
- Deutsches Bibliotheksinstitut. Die Vorsitzenden und ihre Stellvertreter der Kommissionen in der Amtsperiode 1987–1989. In: Bibliotheksdienst, Jg. 21 (1987), S. 1145–1153.